# São Vicente de Minas
São Vicente de Minas es un municipio brasileño del estado de Minas Gerais.

## Geografía
Pertenece a la Mesorregión del Sur y Sudoeste de Minas Gerais y Microrregión de Andrelândia y se encuentra al sur de la capital del estado, distante de esta a unos 299 km.  Ocupa un área de 392.067 km², de los cuales 168,59 km² están en perímetro urbano, y su población en 2011 era de 7.073 habitantes, siendo entonces la 464.ª más poblada del estado de Minas Gerais. La sede tiene una temperatura media anual de 20,7 °C y en la vegetación del municipio predomina la Mata Atlántica. Con una tasa de urbanización del 88,4%, el municipio tenía, en 2009, ocho establecimientos de salud. Su Índice de Desarrollo Humano (IDH) es de 0,769, considerado como promedio en relación con el estado.

## Circunscripción eclesiástica
La parroquia local pertenece a la diócesis de São João del-Rei.